# Edmond Brazès
Edmond Brazès, né le 30 août 1893 à Céret (Pyrénées-Orientales) et mort le 20 juin 1980 dans la même ville, est un écrivain français d'expression catalane et française.

## Biographie
Coiffeur à Céret, Edmond Brazès dédie ses loisirs à écrire des poèmes, des narrations, des pièces théâtrales et des mémoires. Il collabore à de nombreuses revues dont 40 ans au journal La Tramontane mais aussi au Courrier de Céret, au Cri cérétan.
Bien qu'il n'ait pas une éducation supérieure, il est un écrivain très populaire et le secrétaire des Jeux Floraux de la Ginesta d'Or de 1966 à 1974. Il participe à la fondation du Groupe Roussillonnais des Études Catalanes (Grup Rossellonès d'Estudis Catalans, GREC).
Il laisse derrière lui un petit nombre de livres (poésies, proses, théâtre) et de nombreux manuscrits, inédits, brouillons ou projets.
La revue Terra Nostra et l'éditeur Trabucaire ont publié ses œuvres complètes en 2003.
Son fils Noël Brazès est un joueur de rugby à XV qui devient champion de France avec le club de Perpignan.
Ses archives sont conservées à la Bibliothèque Universitaire Droit-Lettres de l'université de Perpignan depuis juin 2016.

## Œuvres
- La vie et l'œuvre de Mossèn Estève Caseponce, Céret, impr. J. Coste (1948) [lire en ligne] [5]
- L'ocell de les cireres, Barcelona, Barcino, col•lecció Tramuntana (1957), poésie
- 'Històries del veïnat, Barcelona, Barcino, col•lecció Tramuntana (1965), narration
- La Neu i altres collites de muntanya, Barcelona, Barcino, col•lecció Tramuntana (1970), pièce de théâtre
- Els tres ocells. Prades, Terra Nostra (1979)[6]
- Espigolada çà i enllà, Arles-sur-Tech, Copylux (1979)
- Obres completes : l'univers d'Edmond Brazès. Canet, Trabucaire ; Prades, Terra Nostra (2003)[7]